# Кобицистат
Кобицистат, продаваемый под торговой маркой Tybost, представляет собой лекарство для лечения инфекции, вызванной вирусом иммунодефицита человека (ВИЧ/СПИД). Его основной механизм действия заключается в ингибировании белков CYP3A человека.
Как и ритонавир (Norvir), кобицистат представляет интерес своей способностью ингибировать ферменты печени, которые метаболизируют другие лекарства, используемые для лечения ВИЧ, в частности, Элвитегравир, ингибитор интегразы ВИЧ. Комбинируя кобицистат с элвитегравиром, более высокие концентрации последнего достигаются в организме при более низких дозах, что теоретически усиливает подавление вируса элвитегравиром при одновременном уменьшении его побочных эффектов. В отличие от ритонавира, кобицистат как единственный другой бустер, одобренного для использования в составе АРВТ, не обладает собственной анти-ВИЧ-активностью.
Кобицистат является компонентом трех комбинированных препаратов для лечения ВИЧ с фиксированными дозами, состоящими из четырех препаратов. Первый, элвитегравир/кобицистат/эмтрицитабин/тенофовир дизопроксил, продается как Stribild и был одобрен FDA в августе 2012 года для использования в Соединенных Штатах
. Второй, элвитегравир/кобицистат/эмтрицитабин/тенофовир алафенамид, продается как Genvoya и был одобрен FDA в ноябре 2015 года для использования в США. И Stribild, и Genvoya принадлежат корпорации «Gilead Sciences». Третий, кобицистат, дарунавир, эмтрицитабин и тенофовир алафенамид, продается как Symtuza и был одобрен FDA 17 июля 2018 года и принадлежит корпорации «Janssen Pharmaceuticals».
Кроме того, существуют комбинация фиксированных доз кобицистата и ингибитора протеазы дарунавир (дарунавир/кобицистат; продается как Prezcobix компанией Janssen Therapeutics) и комбинация фиксированных доз кобицистата и ингибитора протеазы атазанавира (атазанавир/кобицистат; продается как Evotaz компанией «Bristol Myers Squibb»). И Prezcobix, и Evotaz были одобрены FDA в январе 2015 года.
Кобицистат является мощным ингибитором ферментов цитохрома P450 3A, включая важный подтип CYP3A4. Он также подавляет транспортные белки кишечника, увеличивая общую абсорбцию некоторых лекарств от ВИЧ, включая атазанавир, дарунавир и тенофовир алафенамид.

## Химия
Кобицистат представляет собой лекарственный аналог ритонавира, в котором фрагмент валина заменен на 2-морфолиноэтильную группу, а гидроксильная группа основной цепи удалена. Эти изменения эффективно устраняют активность ритонавира против ВИЧ, сохраняя при этом его ингибирующее действие на изофермент семейства белков CYP3A. Таким образом, кобицистат способен увеличивать концентрацию в плазме других одновременно вводимых препаратов против ВИЧ без риска вызвать мутации вируса ВИЧ, устойчивые к кобицистату.

### Синтез
Кобицистат можно синтезировать из любого количества коммерчески доступных исходных материалов. В приведенном ниже синтезе в качестве исходных материалов используются L-метионин и бромуксусная кислота.

## Открытие и развитие
Кобицистат был разработан на основе исследований взаимосвязи структуры и активности с использованием ритонавира и дезоксиритонавира в качестве основных соединений. Эти исследования были проведены учеными «Gilead Sciences», которые успешно превратили ритонавир в мощный ингибитор CYP3A, не обладающий активностью против ВИЧ. Кобицистат демонстрирует сильное избирательное ингибирование семейства изоферментов CYP3A (IC50 0,15 мкМ) по сравнению с некоторыми изоферментами CYP1A и CYP2C. Поскольку кобицистат был открыт с помощью исследований взаимосвязи структура-активность, его связывание с CYP3A все еще плохо изучено; однако исследование белок-лигандных взаимодействий между CYP3A4 и аналогами ритонавира демонстрирует, что остатки CYP 3A4 Ile369, Ala370, Met371, а также Arg105 и Ser119 играют важную роль в ингибировании аналогом ритонавира CYP3A4.